# ローズ・フレンチ (初代フレンチ女男爵)
初代フレンチ女男爵ローズ・フレンチ（英語: Rose ffrench, 1st Baroness ffrench、旧姓ディロン（Dillon）、1805年12月8日没）は、アイルランド貴族。夫の姓フレンチは一般的な姓と違い、頭文字が小文字でffrenchのように書かれる。

## 生涯
パトリック・ディロン（Patrick Dillon）とメアリー・ブラバゾン（Mary Brabazon、アンソニー・ブラバゾンの娘）の娘として生まれた。
1761年6月25日、チャールズ・フレンチ（1784年7月没、1779年に準男爵に叙爵）と結婚、2男5女をもうけた。
- トマス・ハミルトン（1765年頃 – 1814年） - 第2代フレンチ男爵
- マーティン（1793年12月18日没）
- クレア - エドマンド・ケリー（Edmund Kelly）と結婚
- メアリー（1784年没）
- キャサリン（1833年1月10日没） - 1787年12月3日、アンソニー・ブラバゾン（Anthony Brabazon）と結婚、子供あり。1804年、エドマンド・ホワイトヘッド（Edmund Whitehead）と再婚、子供あり
- マーセラ（Marcella） - 早世
- ジェーン（1837年9月2日没） - 1787年7月18日、初代準男爵サー・ゴンヴィル・ブロムヘッドと結婚、子供あり

1798年3月12日、アイルランド貴族であるゴールウェイ県におけるキャッスル・フレンチのフレンチ女男爵に叙された（継承権者は夫である初代準男爵サー・チャールズ・フレンチの男系男子に限定され、叙爵時点ではチャールズと次男マーティンがすでに死去していたため実質的には長男トマス・ハミルトンおよびその男系男子に限定されている）。本来ならば息子トマス・ハミルトンが叙爵されるはずだったが、国王ジョージ3世がカトリック信者への叙爵を拒否したため、厳格なカトリック教徒であるトマス・ハミルトンと違い名目上だけでもプロテスタント信者であるローズが叙爵された。トマス・ハミルトンが叙爵される理由については『完全貴族名鑑』では「ローズの夫も息子も親族も議会入りしたことがなく、政治などで貢献したわけでもない。息子が政府を代表してローマ・カトリック委員会の成員数名を誘導しただけだった」とし、『クラクロフト貴族名鑑』はトマス・ハミルトンが第10代ウェストモーランド伯爵ジョン・フェインのアイルランド総督在任期（1790年 – 1794年）にカトリック連盟の指導者の1人として政府に貢献したとした。
1805年12月8日にダブリンで死去、息子トマス・ハミルトンが爵位を継承した。